# Leiocephalus anonymous
Leiocephalus anonymous är en utdöd ödleart som beskrevs av Pregill 1984. Leiocephalus anonymous ingår i släktet rullsvansleguaner och familjen Tropiduridae. Inga underarter finns listade i Catalogue of Life.
Kvarlevor av arten hittades i Haiti.